# Remetalce I
Remetalce I (in greco antico: Ῥοιμητάλκης? Roimētàlkēs; fl. I secolo a.C.-I secolo) è stato re del Regno degli Odrisi in Tracia dal 12 a.C. al 12 d.C., in successione a suo nipote Rescuporide I.

## Biografia
Remetalce I era un fedele alleato del primo Imperatore romano Augusto. Era un diretto discendente del re di Tracia Coti I, e uno dei figli del precedente re tracio Coti IV. Suo fratello minore era Rescuporide II.
Quando Coti VII morì nel 48 a.C. Remetalce divenne il reggente di suo nipote Rescuporide I, il giovane figlio di suo fratello ed erede al trono. Rescuporide I morì nel 13 a.C., quando fu sconfitto e venne ucciso da Vologase, capo della tribù tracia dei Bessi, che era a capo della rivolta contro i Romani in quegli anni.
Durante questa rivolta Remetalce e la sua famiglia lasciarono la Tracia, in cui ritornarono solo quando essa finì e quando Augusto restituì il regno alla sua famiglia. Siccome Rescuporide I non lasciò eredi, Remetalce diventò re di Tracia nel 12 a.C.
Lo storico romano Tacito, lo descrisse come "attraente e civilizzato". Sua moglie, nota solo attraverso fonti numismatiche, era la regina Pitodoride I.